# Liste der Baudenkmale in Erkner
Die Liste der Baudenkmale in Erkner enthält alle Baudenkmale der brandenburgischen Stadt Erkner und ihrer Ortsteile. Grundlage ist die Landesdenkmalliste mit dem Stand vom 31. Dezember 2022. Die Bodendenkmale sind in der Liste der Bodendenkmale in Erkner aufgeführt.

## Baudenkmale in den Ortsteilen
In den Spalten befinden sich folgende Informationen:
- ID-Nr.: Die Nummer wird vom Brandenburgischen Landesamt für Denkmalpflege vergeben. Ein Link hinter der Nummer führt zum Eintrag über das Denkmal in der Denkmaldatenbank. In dieser Spalte kann sich zusätzlich das Wort Wikidata befinden, der entsprechende Link führt zu Angaben zu diesem Denkmal bei Wikidata.
- Lage: die Adresse des Denkmales und die geographischen Koordinaten. Link zu einem Kartenansichtstool, um Koordinaten zu setzen. In der Kartenansicht sind Denkmale ohne Koordinaten mit einem roten beziehungsweise orangen Marker dargestellt und können in der Karte gesetzt werden. Denkmale ohne Bild sind mit einem blauen bzw. roten Marker gekennzeichnet, Denkmale mit Bild mit einem grünen beziehungsweise orangen Marker.
- Bezeichnung: Bezeichnung in den offiziellen Listen des Brandenburgischen Landesamtes für Denkmalpflege. Ein Link hinter der Bezeichnung führt zum Wikipedia-Artikel über das Denkmal.
- Beschreibung: die Beschreibung des Denkmales
- Bild: ein Bild des Denkmales und gegebenenfalls einen Link zu weiteren Fotos des Baudenkmals im Medienarchiv Wikimedia Commons

### Erkner
| ID-Nr.                           | Lage                                         | Bezeichnung | Beschreibung | Bild                   |
| -------------------------------- | -------------------------------------------- | --- | --- | ---------------------- |
| 09115464                         | (Lage)                                       | Stahlfachwerkbrücke über das Flakenfließ (Flakensteg) | Die Brücke wurde 1917 erbaut. Es war die schnellste Verbindung zwischen den Teerwerke in Bahnhofsnähe und der Bakelite-Fabrik. Im Jahre 2009 wurde die Brücke wegen Baufälligkeit an Land gehoben.                     | weitere Bilder         |
| 09115403                         | Flakenstraße 28–31 (Lage)                    | Produktions- und Verwaltungsgebäude der Bakelite GmbH mit dem straßenseitigen Hauptgebäude, Zwischentrakt und Anbau, Torhäuschen mit Trafohaus sowie Pförtnergebäude und uferseitigem pavillonartigem Gebäude mit Verbindungsbau | Heutiger Sitz des Leibniz-Institut für Raumbezogene Sozialforschung, hier befand sich vor der Wende die Bakelite GmbH.                                                                                                 | weitere Bilder         |
| 09115880 Teilobjekt zu: 09115403 | Flakenstraße 28–31 (Lage)                    | Trafostation & Torhaus | | Trafostation & Torhaus |
| 09115881 Teilobjekt zu: 09115403 | Flakenstraße 28–31 (Lage)                    | Pförtnerhaus | | Pförtnerhaus           |
| 09116115 Teilobjekt zu: 09115403 | Flakenstraße 28–31 (Lage)                    | Fabrikgebäude | Es sind zwei Bauten, ähnlich eines Pavillons, die an der Löckwitz stehen. Die Gebäude wurde zweigeschossig aus Ziegel gemeuert und haben ein Walmdach.                                                                 | Fabrikgebäude          |
| 09115114                         | Gerhart-Hauptmann-Straße 1, 2 (Lage)         | Villa Lassen (heute Gerhart-Hauptmann-Museum) | In der Villa Lassen befindet sich das Gerhart-Hauptmann-Museum. Der Dichter und Literaturnobelpreisträger Gerhart Hauptmann hat hier von 1885 bis 1889 gelebt.                                                         | weitere Bilder         |
| 09115311                         | Heinrich-Heine-Straße 17 (Lage)              | Kolonistenhaus (heute Heimatmuseum) | Das Haus stammt aus dem Jahr 1760 und hat ein Reetdach. Seit dem Ende des 20. Jahrhunderts befindet sich das Heimatmuseum darin.                                                                                       | weitere Bilder         |
| 09115312                         | Neu Zittauer Straße (Lage)                   | Sowjetisches Ehrenmal | | weitere Bilder         |
| 09115703 Teilobjekt zu: 09115312 | Neu Zittauer Straße (Lage)                   | Ehrenmal | Der Obelisk wurde 150 erstellt. Die Inschrift lautet: „Ewiger Ruhm den im Kampf für die Freiheit und Unabhängigkeit unserer sozialistischen Heimat gefallenen Helden“.                                                 | Ehrenmal               |
| 09115433                         | Lange Straße 9 (Lage)                        | Genezareth-Kirche | Die evangelische Genezareth-Kirche ist eine Hallenkirche im neugotischen Stil mit drei Schiffen. Erbaut wurde sie von 1896 bis 1897 nach einem Entwurf von Ludwig von Tiedemann in Zusammenarbeit mit Robert Leibnitz. | weitere Bilder         |
| 09116026 Teilobjekt zu: 09115433 | Lange Straße 9 (Lage)                        | Orgel | | Orgel                  |
| 09115454                         | Neu Zittauer Straße / Hohenbinder Weg (Lage) | Denkmal für die Gefallenen im Ersten Weltkrieg | | weitere Bilder         |